# 卓義峯
卓義峯（1985年1月6日—），臺灣男歌手。是繼張雨生、信和楊培安後又一高亢歌手，素有「丐幫幫主」稱號。

## 簡歷
在參加《快樂星期天》之〈校園歌喉戰〉時（播放日期：2007年3月4日），以他獨特而高亢的嗓音及充滿爆發力的演唱方式，演唱張雨生的《我期待》而奪得校內冠軍。當時評審之一黃舒駿曾說：「我覺得你由走出來到這整個的表現，讓我感覺你是現代的丐幫幫主。就是故意用一種畏畏縮縮、莫名甚妙的姿勢走出來。然後看起來好像不修邊幅，然後隨隨便便，但是一唱歌之後，才知道你是武林第一高手。」自此卓義峯便擁有「丐幫幫主」的外號。
雖然在比賽時止步於十強外，但其實力早被外界認同。在〈單曲錄製資格賽〉裡，憑趙傳的《愛要怎麼說出口》和張學友的《頭髮亂了》，取得錄製單曲資格。在《校園快樂幫No.1校園歌喉戰冠軍合輯》（2007年8月）的合輯裡，除了翻唱戴愛玲《對的人》外，卓義峯更擁有自己的新歌兼主打歌《愛情乞丐》 ，及期後《快樂幫Happy 7 days》（2007年12月）：新歌《手無寸鐵》和 翻唱張雨生的《蝴蝶結》，同樣穫得聽眾的好評及肯定，期後更成為「快樂幫」裡第一個出個人專輯﹣﹣《販賣溫柔》。
卓義峯在《娛樂百分百》唱《死了都要愛》的真聲達到 A4 （中央C 以上的 A音）
卓義峯在2008年後成為駐唱歌手，2012年在中國好聲音出賽獻唱《我期待》，那英在無對手狀態，成為他的導師，也承認他不會看五線譜。 可是，他在導師考核部分敗給張赫宣。

## 與樂壇的緣份
卓義峯跟一般青年人一樣，曾經有過迷罔期、覺得自己一無是處、亦不知人生方向。直到有一天在便利店打工的他被店長大罵時，突然聽到電台播放著讀高中（臺南市私立港明高級中學）時同校同學的單曲，他驚覺自己一直在虛度光陰，從此積極參加唱歌比賽吸取經驗。而這位朋友正是創作歌手盧廣仲。
卓義峯第一次參加一個由環球唱片公司主辦的大型歌唱比賽的參賽歌曲，就是由包小松所寫的《燃燒》，兩年後的唱片《販賣溫柔》，便是由包小松所製作。
在參加《快樂星期天》之〈校園歌喉戰〉的前一年，卓義峯參加《MTV台爆衝高分貝歌唱》比賽，遇上同時參賽者楊宗緯。比賽指定要唱信樂團的歌，當時卓義峯唱《死了都要愛》，而楊宗緯挑戰《一了百了》，評審認為楊宗緯的聲音幾近完美，完整度勝過卓義峯，最後由楊宗緯奪冠，卓義峯則拿下亞軍。

## 音樂作品

### 專輯
| 發行日期  | 專輯名稱 | 唱片公司 | 歌名 |
| --------- | -------- | -------- | --- |
| 2008年9月 | 販賣溫柔 | 環球唱片 | - 初次見面 - 不一樣 - 這是怎樣 - I Can't Give You Up - 販賣溫柔 - 天堂門外 - 燃燒 - 不是一個人 - 未來 - 忠實聽眾                      |
| 2018年9月 | 聽者     | 豐華唱片 | - 還不夠 - 說穿了 - 再見煙火 - 我不孤單 - 步步為營 - 人格分裂 - 精神孤單 - 永遠關心 - 帶種 - 大太陽 - 人格分裂(合唱版)(卓義峯/楊培安) |

### 合輯
| 發行日期   | 專輯名稱                                     | 形式   | 性質 | 唱片公司 | 歌名 |
| ---------- | -------------------------------------------- | ------ | ---- | -------- | --- |
| 2007年8月  | 校園快樂幫/No.1(校園歌喉戰冠軍合輯)          | CD     | 合輯 | 環球唱片 | - 01. 我是NO.1(合唱：呂佳芳/利得彙/卓義峰/鄭博夫/楊程鈞/蘇清和/張晉樵/王文宣/艾鈞偉/蔡育鵬) - 02. 愛情乞丐 - 08. 對的人(原唱：戴愛玲) |
| 2007年12月 | 校園快樂幫/Happy 7 days                      | CD+DVD | 合輯 | 環球唱片 | - 01. 搖滾快樂(合唱：呂佳芳/卓義峰/鄭博夫/楊程鈞/張晉樵/曾仁郁/蔡育鵬) - 02. 手無寸鐵 - 07. 蝴蝶結(原唱：張雨生)                      |
| 2012年3月  | 音樂人陳志遠紀念音樂會:如果有一天我不在 樹在 | DVD    | 合輯 | 華納音樂 | - 21. 永遠不回頭 (姚可傑＋楊培安＋卓義峰＋賴銘偉 )                                                                                    |
| 2013年4月  | 黃河長江                                     |        | 合輯 | 數位發行 | - 02. 黃河長江 (楊培安+卓義峯) |
| 2016年6月  | 張雨生/雨後星空                              | CD     | 專輯 | 豐華唱片 | - Disc 1 - 13. 再過幾年 (卓義峯) - 14. 黃河長江 (卓義峯) - Disc 2 - 06. 黃河長江 (楊培安+卓義峯)                                      |

### 單曲
| 發行日期   | 歌名           | 備註                     |
| ---------- | -------------- | ------------------------ |
| 2007年7月  | 夏天快樂真幸福 | 家樂福廣告插曲           |
| 2019年3月  | 影子二缺一     | 電視劇《愛情白皮書》插曲 |
| 2020年11月 | 放棄妳的是我   |                          |

## 書籍
| 發行日期  | 名稱           | 語言     | 其他資料                           |
| --------- | -------------- | -------- | ---------------------------------- |
| 2008年1月 | 快樂幫音樂紀事 | 繁體中文 | - 平裝 160頁 - ISBN：9789578036758 |

## 演出作品

### 電影
| 上映日期     | 電影   | 角色 |      |
| ------------ | ------ | ---- | ---- |
| 2012年9月7日 | 西門町 | DD   | 客串 |

## 參與節目

### 綜藝節目
| 播出日期       | 綜藝節目               | 歌名                                                                       | 備註                  |
| -------------- | ---------------------- | -------------------------------------------------------------------------- | --------------------- |
| 2007年3月4日   | 快樂星期天             | 我期待                                                                     | 校園冠軍              |
| 2007年3月25日  | 快樂星期天             | 愛要怎麼說出口                                                             | 月冠軍                |
| 2007年5月13日  | 快樂星期天             | I don't want to miss a thing                                               | 季冠軍                |
| 2007年5月27日  | 快樂星期天             | 出賣                                                                       | 敗部復活              |
| 2007年5月27日  | 快樂星期天             | 愛要怎麼說出口                                                             | 單曲資格賽            |
| 2007年6月3日   | 快樂星期天             | 頭髮亂了                                                                   | 單曲資格賽            |
| 2007年6月10日  | 快樂星期天             | 戀人                                                                       | 敗部總冠軍賽          |
| 2007年6月17日  | 快樂星期天             | 我的未來不是夢                                                             | 敗部總冠軍賽          |
| 2007年6月24日  | 快樂星期天             | - 心動 - 我願意 - 無敵鐵金剛                                               | 敗部總冠軍賽          |
| 2007年7月8日   | 快樂星期天             | 愛是懷疑                                                                   | 人氣歌喉戰            |
| 2007年7月15日  | 快樂星期天             | 河                                                                         | 與楊培安合唱          |
| 2007年8月5日   | 快樂星期天             | 頭髮亂了                                                                   | 快樂謝師宴            |
| 2007年8月12日  | 快樂星期天             | 愛什麼希罕                                                                 | 妹力pk賽              |
| 2007年8月23日  | 完全娛樂               | 背叛                                                                       |                       |
| 2007年8月25日  | 好友音樂會             | - 心動 - 愛情乞丐 - 對的人 - 我的未來不是夢                                |                       |
| 2007年8月26日  | 快樂星期天             | 棋子                                                                       |                       |
| 2007年9月22日  | 娛樂百分百             | 愛情乞丐                                                                   |                       |
| 2007年9月24日  | 康熙來了               | 一樣的月光                                                                 |                       |
| 2007年9月30日  | 快樂星期天             | My Anata                                                                   | 與韋禮安合唱          |
| 2008年1月6日   | 周日狂熱夜             | - 手無寸鐵 - 愛人好累                                                      |                       |
| 2008年1月6日   | 快樂星期天             | 蝴蝶結                                                                     |                       |
| 2008年2月2日   | 好友音樂會             | 拔河                                                                       | 與張晉樵合唱          |
| 2008年2月10日  | 完全娛樂               | 非你莫屬                                                                   |                       |
| 2008年2月10日  | 週日狂熱夜             | No Way                                                                     |                       |
| 2008年9月26日  | 娛樂星玩意             |                                                                            | 專訪                  |
| 2008年10月7日  | MoneyMoney麥克瘋       |                                                                            |                       |
| 2008年10月29日 | 娛樂百分百             | 3-7-20-1                                                                   |                       |
| 2008年11月8日  | 遇見黃韻玲             |                                                                            | 專訪                  |
| 2009年1月12日  | 王牌大明星             | - 我的心裡只有你沒有他                                                     |                       |
|                |                        | - 鹿港小鎮                                                                 | 與謝俊奇合唱          |
|                |                        | - 愛和承諾                                                                 | 與符瓊音合唱          |
| 2009年8月20日  | 王牌大明星             | - Highway star - 一樣的月光                                                | 與馬蹄楊合唱          |
| 2009年11月8日  | 天才衝衝衝             |                                                                            | 當嘉賓                |
| 2008年11月18日 | 王牌大明星             | - 不一樣                                                                   |                       |
|                |                        | - 你最珍貴                                                                 | 與黎卉淇合唱          |
| 2008年12月20日 | 百萬大歌星             |                                                                            |                       |
| 2009年2月15日  | 高雄燈會藝術節閉幕晚會 | 販賣溫柔                                                                   |                       |
| 2009年3月12日  | 娛樂百分百             | 十年                                                                       |                       |
| 2009年4月4日   | 天才衝衝衝             |                                                                            | 當嘉賓                |
| 2009年4月11日  | 天才衝衝衝             |                                                                            | 當嘉賓                |
| 2009年7月4日   | 綜藝大哥大             |                                                                            | 當嘉賓                |
| 2009年7月16日  | 音樂萬萬歲             | 不只是朋友                                                                 |                       |
| 2009年11月22日 | 音樂萬萬歲             | 愛情釀的酒                                                                 | 與林鴻鳴合唱          |
| 2009年11月22日 | 音樂萬萬歲             | - The Final countdown - Still Lovin You - Highway Star                     |                       |
| 2010年2月6日   | 超級星光大道           | 我期待                                                                     |                       |
| 2010年2月28日  | 金曲超級星             | 鼓聲若響                                                                   |                       |
| 2010年3月3日   | 美少女時代             | 我期待                                                                     |                       |
| 2010年4月18日  | 金曲超級星             | 鐵了心                                                                     |                       |
| 2010年7月17日  | 星光大會               | 蝴蝶結                                                                     |                       |
| 2010年8月7日   | 夏戀嘉年華             | - 販賣溫柔 - 對的人 - 你把我灌醉 - 忠實聽眾 - 我期待                       |                       |
| 2010年10月19日 | 完全娛樂               |                                                                            | EZ5二十週年演唱會宣傳 |
| 2010年10月24日 | 完全娛樂               | 鐵了心                                                                     |                       |
| 2010年11月4日  | SS小燕之夜             | 鼓聲若響                                                                   |                       |
| 2011年4月3日   | 音樂萬萬歲             | - 痴心絶對 - 不只是朋友                                                    |                       |
| 2011年5月29日  | 音樂萬萬歲             | - 有夢有朋友 - 天高地厚 - 朋友                                             |                       |
| 2011年8月6日   | 給你哈音樂             |                                                                            |                       |
| 2011年8月13日  | 給你哈音樂             |                                                                            |                       |
| 2011年9月3日   | 給你哈音樂             |                                                                            |                       |
| 2011年11月18日 | 金曲百老匯             | 蝴蝶結                                                                     |                       |
| 2011年11月24日 | 金曲百老匯             | - 我是一支小小鳥 - 鼓聲若響                                                |                       |
| 2012年7月14日  | 夏戀嘉年華             | - 這是怎樣 - 你把我灌醉 - 蝴蝶結                                           |                       |
| 2012年8月3日   | 中國好聲音             | 我期待                                                                     |                       |
| 2012年10月21日 | 華人星光大道           | 天高地厚                                                                   | 與何大為合唱          |
| 2012年11月2日  | SS小燕之夜             | 燃燒                                                                       |                       |
| 2012年11月19日 | 中國好聲音             | 無言                                                                       | 與張赫宣合唱          |
| 2012年12月5日  | 樂光寶盒               | 除了愛你還能愛誰                                                           |                       |
| 2012年12月5日  | 樂光寶盒               | 他一定很愛你                                                               | 與張心傑合唱          |
| 2012年12月10日 | 樂光寶盒               | 墓仔埔也敢去                                                               | 與Tank合唱            |
| 2012年12月10日 | 樂光寶盒               | 媽媽請妳也保重                                                             |                       |
| 2012年12月18日 | 樂光寶盒               | - 阿爸 - 上愛的人 - 爸爸親像山                                             |                       |
| 2012年12月25日 | 樂光寶盒               | - 春風少年兄 - 我的未來不是夢                                              |                       |
| 2013年2月4日   | 樂光寶盒               | - 真愛 - 上愛的人 - 紅紅青春敲呀敲                                         |                       |
| 2013年2月18日  | 樂光寶盒               | 來去夏威夷                                                                 | 與林俊逸合唱          |
| 2013年3月22日  | 歌聲傳奇               | - 最愛的人傷我最深 - 永遠不回頭                                            | 與釘鐺合唱            |
| 2013年4月16日  | 大學生了沒             | 最長的電影                                                                 |                       |
| 2013年4月13日  | 超級歌喉讚             | 海闊天空                                                                   |                       |
| 2013年4月20日  | 超級歌喉讚             | 衝動                                                                       |                       |
| 2013年5月1日   | 小宇宙33號             | 天天想你                                                                   |                       |
| 2013年5月21日  | WOW!侯麻吉             |                                                                            | 當嘉賓                |
| 2013年6月18日  | 大學生了沒             | 寂寞先生                                                                   |                       |
| 2013年6月22日  | 超級接班人             | 我期待(一小段)                                                             | 當導師                |
| 2013年6月29日  | 超級接班人             | 海闊天空(一小段)                                                           | 當導師                |
| 2013年7月13日  | 我們的那首歌           | 我相信                                                                     |                       |
| 2013年7月13日  | 超級接班人             | - 最長的電影(一小段) - 私奔到月球(一小段)                                  | 當導師                |
| 2013年7月20日  | 超級接班人             | 我很醜可是我很溫柔(一小段)                                                 | 當導師                |
| 2013年7月24日  | 綜藝大熱門             | 小酒窩                                                                     | 與小甜甜合唱          |
| 2013年8月9日   | 綜藝大熱門             |                                                                            | 當嘉賓                |
| 2013年8月31日  | 超級歌喉讚             | 黑色幽默                                                                   |                       |
| 2013年9月11日  | SS小燕之夜             | 王妃                                                                       | 與張赫宣合唱          |
| 2013年9月16日  | 綜藝大熱門             | - 鼓聲若響 - 我是一隻小小鳥                                                |                       |
| 2013年9月17日  | 綜藝大熱門             | 我是一隻小小鳥                                                             | 與張瑋合唱            |
| 2013年9月20日  | 台秀大玩家             |                                                                            |                       |
| 2013年10月5日  | 閃亮的年代             | - 龍的傳人 - 鹿港小鎮                                                      |                       |
| 2013年11月2日  | 我們的那首歌           | - 搖滾舞台 - 山頂的黑狗兄                                                  |                       |
| 2013年11月10日 | 我們的那首歌           | 馬車伕之戀                                                                 |                       |
| 2013年11月16日 | 超級歌喉讚             | 哭不出來                                                                   |                       |
| 2013年11月21日 | 綜藝大熱門             | 用盡一生的愛                                                               | 與小賢合唱            |
| 2013年12月14日 | 超級夜總會             | 港都夜雨                                                                   |                       |
| 2013年12月22日 | 中國音超               | 哭不出來                                                                   |                       |
| 2013年12月22日 | 超級偶像8              | 我期待                                                                     | 與馮玟璇合唱          |
| 2014年1月5日   | 華人星光大道           | 愛情乞丐                                                                   | 與徐暐翔合唱          |
| 2014年1月4日   | 超級夜總會             | 我相信                                                                     |                       |
| 2014年1月4日   | 超級夜總會             | 麻糬                                                                       | 與符瓊音合唱          |
| 2014年1月14日  | 綜藝大熱門             | 烈火青春                                                                   | 與林鴻鳴和林宗興合唱  |
| 2014年1月31日  | 綜藝大熱門             | 無敵鐵金剛 永遠不回頭                                                      | 與林鴻鳴和林宗興合唱  |
| 2014年1月12日  | 中國音超               | 給自己的歌                                                                 |                       |
| 2014年2月10日  | 綜藝大熱門             | 愛情釀的酒                                                                 |                       |
| 2014年2月15日  | 超級歌喉讚             | 愛是懷疑                                                                   |                       |
| 2014年2月28日  | 綜藝大熱門             | 當嘉賓                                                                     |                       |
| 2014年3月1日   | 超級歌喉讚             | 給自己的歌                                                                 |                       |
| 2014年3月2日   | 音樂創世紀             | 同病相憐                                                                   | 與于萱合唱            |
| 2014年3月8日   | 超級歌喉讚             | 鼓聲若響                                                                   |                       |
| 2014年3月12日  | 綜藝大熱門             | 最愛的人傷我最深                                                           | 與邱慧雯合唱          |
| 2014年3月15日  | 超級歌喉讚             | 燃燒                                                                       |                       |
| 2014年3月22日  | 超級歌喉讚             | 我是一隻小小鳥                                                             |                       |
| 2014年3月29日  | 超級歌喉讚             | 最長的電影                                                                 |                       |
| 2014年4月5日   | 超級歌喉讚             | - 我不知道                                                                 |                       |
|                |                        | - 笨小孩                                                                   | 與黃中原和張心傑合唱  |
| 2014年4月12日  | 超級歌喉讚             | 我是真的愛你                                                               |                       |
| 2014年4月12日  | 我們的那首歌           | - 站在高崗上 - 不要問 - 心動                                               |                       |
| 2014年4月13日  | 超級歌喉讚             | 海闊天空                                                                   |                       |
| 2014年4月19日  | 超級歌喉讚             | - 藍雨                                                                     |                       |
|                |                        | - 死了都要愛                                                               | 與黃中原合唱          |
| 2014年4月19日  | 超級夜總會             | 山頂黑狗兄                                                                 |                       |
| 2014年4月26日  | 超級歌喉讚             | 他的風箏                                                                   |                       |
| 2014年5月8日   | 綜藝大熱門             | 不愛我的畫面                                                               |                       |
| 2014年5月11日  | 音樂萬萬歲2            | - 吻別 - 一千個傷心的理由                                                  |                       |
| 2014年5月18日  | 音樂萬萬歲2            | - 現象七十二變 - 你的樣子                                                  |                       |
| 2014年6月1日   | 台灣好歌聲             | - 未來不是夢 - 大海                                                        |                       |
|                |                        | - 和天一樣高                                                               | 與黃靖倫合唱          |
| 2014年6月26日  | 綜藝大熱門             | 沒有煙抽的日子                                                             | 與張雨生合唱          |
| 2014年7月5日   | 三星報喜               | - 我相信 - 我期待 - 回鄉的我                                               |                       |
| 2014年7月6日   | 音樂萬萬歲2            | - 噢!莎莉 - 我很醜可是我很溫柔 - 愛人好累(一小段) - 我的未來不是夢(一小段) |                       |
| 2014年8月22日  | 康熙來了               | 當                                                                         |                       |
| 2014年9月20日  | 天才衝衝衝             | 我期待                                                                     |                       |
| 2014年10月4日  | 三星報喜               | - 向前走 - 酒矸倘賣嘸                                                      |                       |
|                |                        | - 港都夜雨                                                                 | 與郭金發合唱          |
| 2014年10月18日 | 台灣好歌聲             | - 舊情綿綿 - 我期待 - 鼓聲若響                                             |                       |
|                |                        | - 舊情也綿綿                                                               | 與孫淑媚合唱          |
| 2014年11月3日  | 我是美喉王             | - 我相信                                                                   |                       |
| 2014年11月10日 | 我是美喉王             | - 愛情乞丐 - 愛如潮水                                                      |                       |
| 2014年12月13日 | 台灣好歌聲             | - 山頂黑狗兄 - 愛如潮水                                                    |                       |
|                |                        | - 蘇州河畔                                                                 | 替孫淑媚和聲          |
| 2015年1月26日  | 綜藝大熱門             | 我很醜可是我很溫柔                                                         |                       |
| 2015年2月8日   | 那些年我們的歌         | - 婚禮的祝福 - I will always love you - Forever love - 只有為你            |                       |
|                |                        | - 在我生命中的每一天                                                       | 與琇琴合唱            |
| 2015年3月21日  | 台灣好歌聲             | - 七逃人的目屎 - 月亮惹的禍                                                |                       |
|                |                        | - 奪標                                                                     | 與郭婷筠和符瓊音合唱  |
| 2015年3月22日  | 音樂萬萬歲３           | - 帶我去月球 - 情非得已 - 用心良苦                                         |                       |
|                |                        | - 愛情限時批                                                               | 與亦帆合唱            |
| 2015年4月13日  | 今晚誰當家             |                                                                            |                       |
| 2015年6月14日  | 三星報囍               | - 叫我第一名 - 鼓聲若響                                                    |                       |
| 2015年7月16日  | 綜藝大熱門             | 哭不出來                                                                   |                       |
| 2015年9月1日   | 綜藝大熱門             | 永遠不回頭                                                                 | 與姚可傑合唱          |
| 2015年10月6日  | 綜藝大熱門             | 不甘心不放手                                                               | 與陳思瑋合唱          |
| 2015年10月18日 | 音樂萬萬歲 3           | - 迴 - 張三的歌 - 明天你是否依然愛我                                       |                       |
| 2016年1月12日  | 綜藝大熱門             | It's My Life                                                               |                       |
| 2016年4月9日   | 榜上榜KTV              | 死了都要愛                                                                 |                       |
| 2016年5月29日  | 音樂萬萬歲 3           | - 一場遊戲一場夢 - 驛動的心                                                |                       |
| 2017年9月      | 大聲MY客風             | 天天想妳                                                                   |                       |
| 2018年3月25日  | 閃亮的年代             | Carrie                                                                     |                       |
| 2018年6月      | 金曲傳奇單曲純享       | - 我期待 - 如果你冷                                                        |                       |
|                |                        | - 最愛的人傷我最深 - 我的未來不是夢                                        | 與林芯儀合唱          |
| 2018年7月      | 超級新人王             | PK                                                                         | 與鄭宇君合唱          |
| 2018年7月22日  | 人與琴的對話           | I don't want to miss a thing                                               |                       |
| 2022年6月11日  | 來吧！營業中           | 節目嘉賓                                                                   |                       |

## 爭議事件
在《快樂星期天》之〈時敗部冠軍年度第十強資格賽〉時，因為多次改變比賽賽制而遭到觀眾的不滿與對賽果的懷疑，但真正引爆是在最後一場十強資格賽裡：（直播日期：2007 年 6 月 24 日），卓義峰、鄭博夫、簡朝崙和利得彙競逐十強的最後一個名額，在第一個回合，卓義峯22.4分敗給了簡朝崙的22.5分，但靠著觀眾簡訊投票，卓義峯以5,216票，力壓鄭博夫4,159票、簡朝崙3,309票和利得彙2,776票，成了人氣王，繼而獲得最後一個回合與簡朝崙進行PK賽，但選出最後一個十強的並不是評審的工作，而是由前九強作出投票，最後以9比0的票數，令簡朝崙進身十強，而卓義峯則名落孫山。
賽果一出，即時遭到觀眾們強烈的不滿，卓義峯的支持者更紛紛擁到電視台、官網、報章等發聲渠道抗議比賽不公，並質疑九強是因為害怕卓義峯是個強勁的對手，而基於私心投給簡朝崙。無論是製作單位、九強等各方面都受盡輿論壓力，而卓義峯在自己的部落格力挺簡朝崙實至名歸，和表示九強並沒有錯，不是9比0，而是九個1比0。
最後當然無法重賽，但九強在往後的賽事裡多少因此受到影響；節目亦流失了部份觀眾，從現場直播變回錄影；更有傳節目主持人 李明依 亦因為對〈十強資格賽〉的賽制亦感不滿而請辭。

## 相關網站
- 卓義峯的Facebook專頁
- 卓義峯的新浪微博
- 卓義峯的Instagram帳戶